# Mortes em outubro de 2013
Mortes em 2013: ← Janeiro – Fevereiro – Março – Abril – Maio – Junho – Julho – Agosto – Setembro – Outubro – Novembro – Dezembro →
Esta é uma relação de pessoas notáveis que morreram durante o mês de outubro de 2013, listando nome, nacionalidade, ocupação e ano de nascimento.

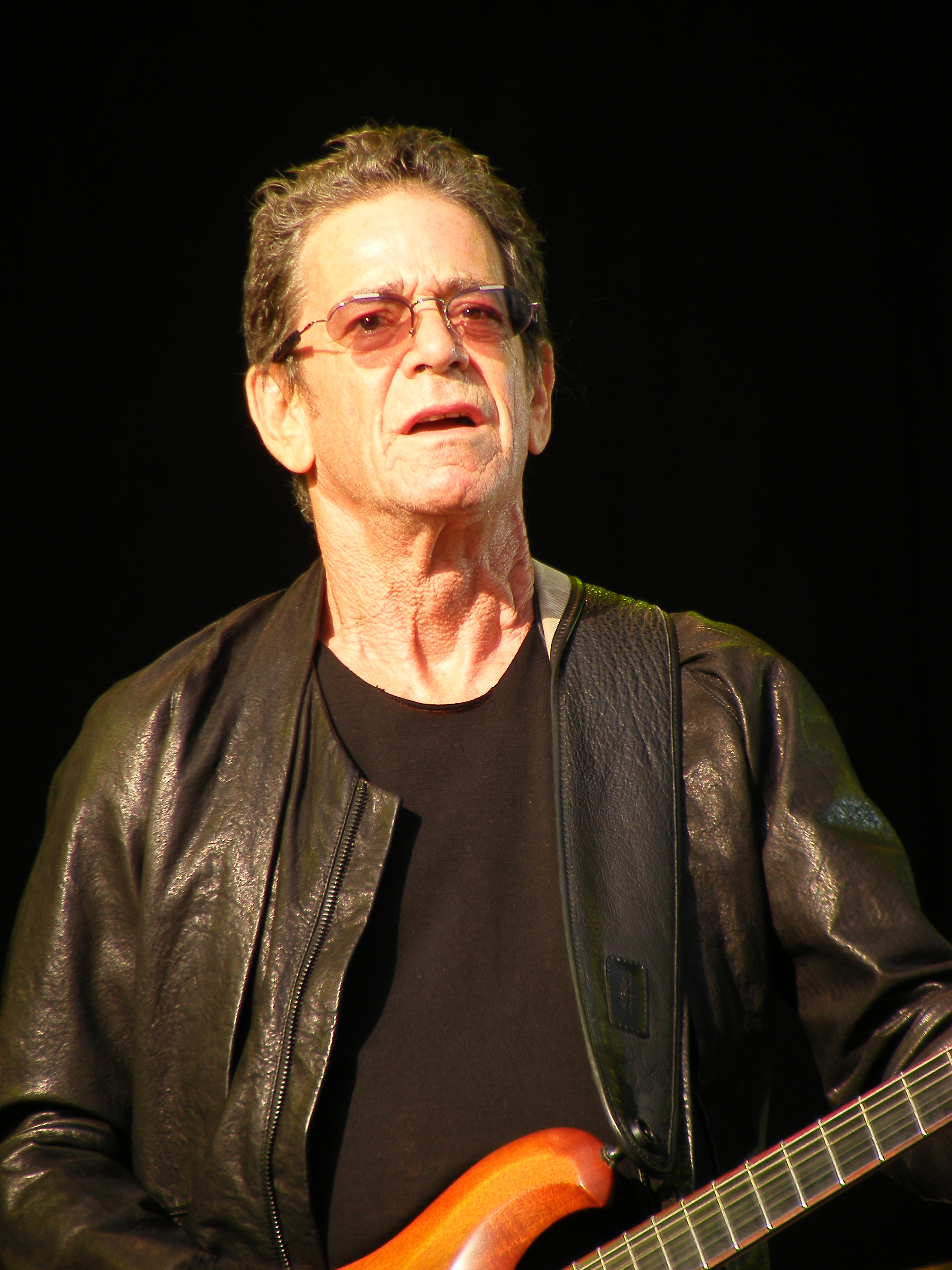
Lou Reed, músico estadunidense.

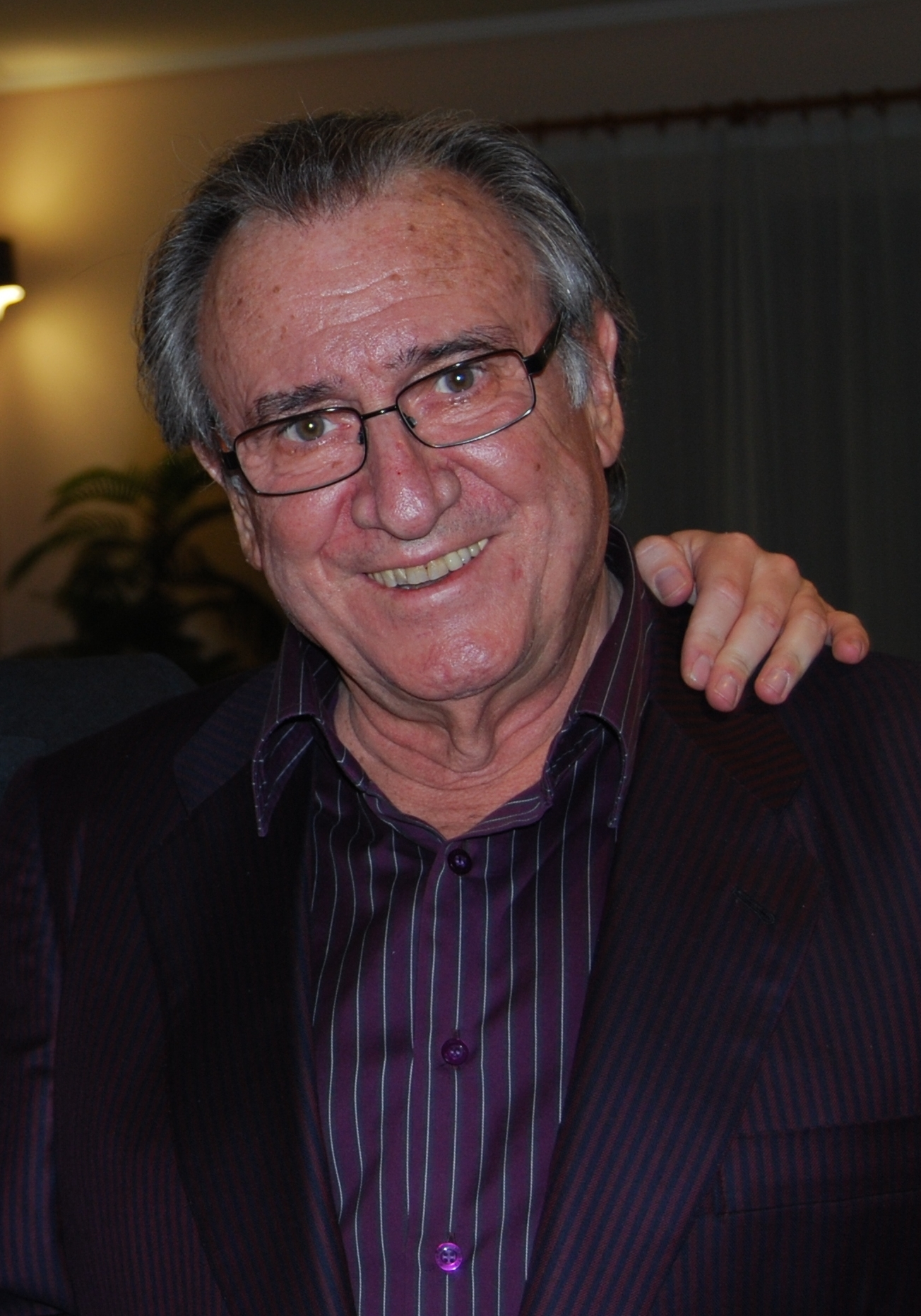
Manolo Escobar, cantor e ator espanhol.

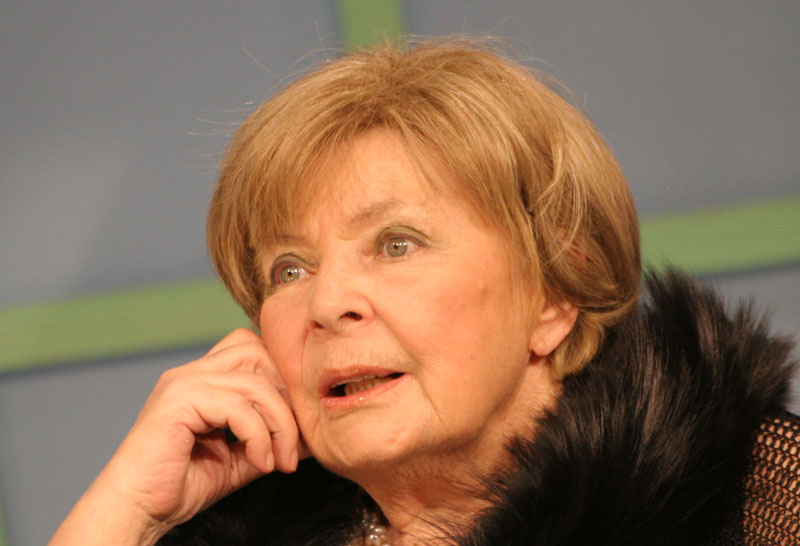
Olga Aroseva, atriz russa.

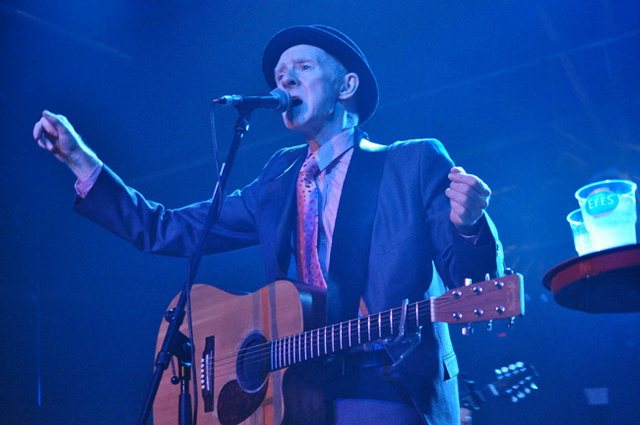
Philip Chevron, músico irlandês.

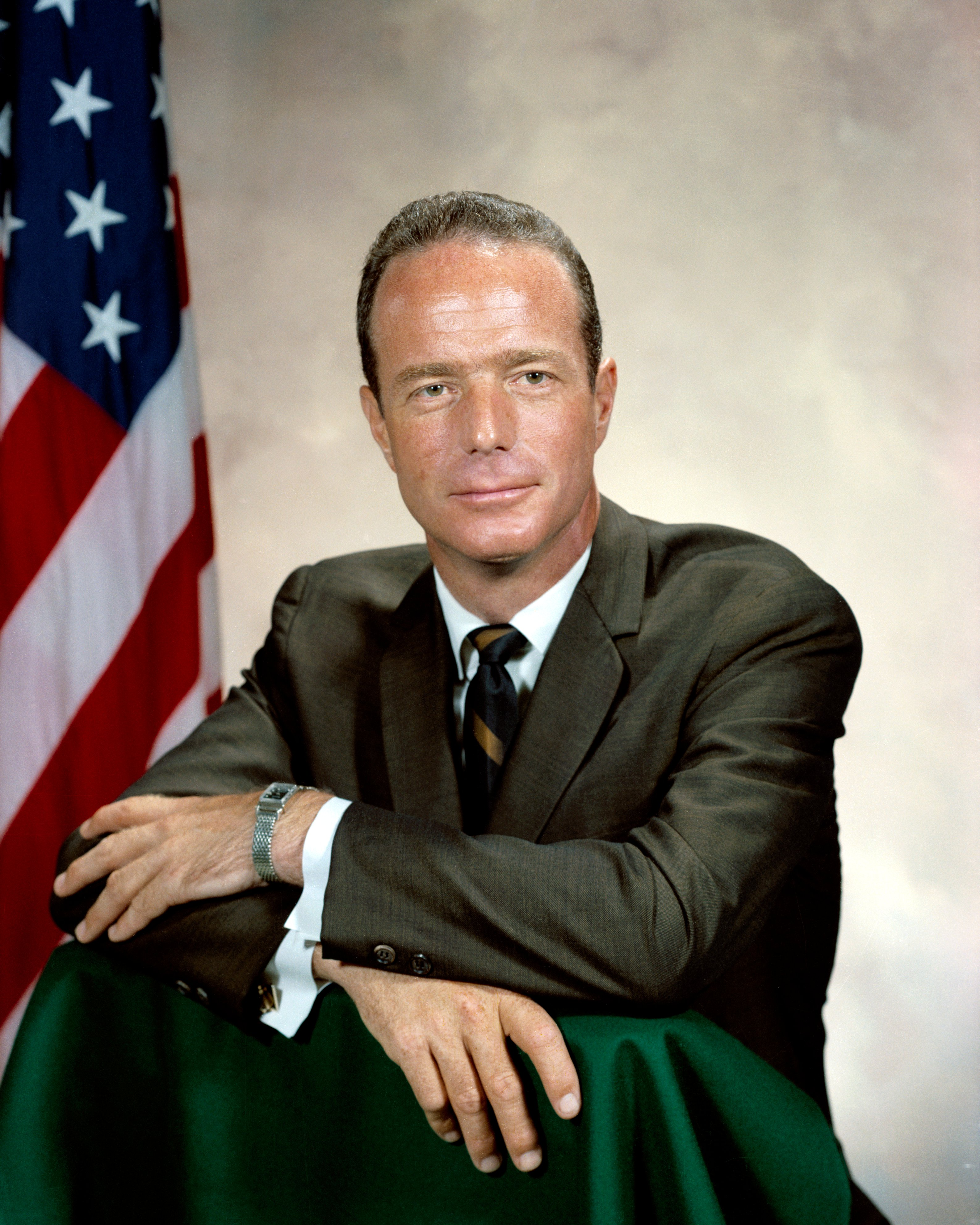
Scott Carpenter, astronauta estadunidense.

| Dia | Nome                               | Profissão ou motivo de reconhecimento | País de nascimento | Ano de nasc. | Ref           |
| --- | ---------------------------------- | ------------------------------------- | ------------------ | ------------ | ------------- |
| 1   | Peter Broadbent                    | Futebolista                           | Inglaterra         | 1933         | [ 1 ]         |
| 1   | Giuliano Gemma                     | Ator                                  | Itália             | 1938         | [ 2 ]         |
| 1   | Tom Clancy                         | Escritor                              | Estados Unidos     | 1947         | [ 3 ]         |
| 1   | Israel Gutman                      | Historiador                           | Polónia            | 1923         | [ 4 ]         |
| 2   | Abraham Nemeth                     | Matemático                            | Estados Unidos     | 1918         | [ 5 ]         |
| 3   | Sergei Belov                       | Jogador de basquetebol                | União Soviética    | 1944         | [ 6 ]         |
| 3   | Frank D'Rone                       | Cantor e músico                       | Estados Unidos     | 1932         | [ 7 ]         |
| 4   | Võ Nguyên Giáp                     | Militar                               | Vietname           | 1911         | [ 8 ]         |
| 5   | Ênio Gonçalves                     | Ator e diretor                        | Brasil             | 1943         | [ 9 ]         |
| 5   | Miguel Colasuonno                  | Político                              | Brasil             | 1939         | [ 10 ]        |
| 6   | Deoscóredes Maximiliano dos Santos | Artista plástico                      | Brasil             | 1917         | [ 11 ]        |
| 7   | Ovadia Yosef                       | Religioso                             | Iraque             | 1918         | [ 12 ]        |
| 7   | Patrice Chéreau                    | Diretor de ópera, cinema e teatro     | França             | 1944         | [ 13 ]        |
| 8   | José Faria                         | Treinador de futebol                  | Brasil/ Marrocos   | 1933         | [ 14 ]        |
| 8   | Philip Chevron                     | Músico                                | Irlanda            | 1957         | [ 15 ]        |
| 9   | Norma Bengell                      | Atriz e cineasta                      | Brasil             | 1935         | [ 16 ]        |
| 9   | Antônio Clemente                   | Treinador de futebol                  | Brasil             | 1936         | [ 17 ]        |
| 9   | António Baltasar Marcelino         | Religioso                             | Portugal           | 1930         | [ 18 ]        |
| 9   | Wilfried Martens                   | Político                              | Bélgica            | 1936         | [ 19 ]        |
| 9   | Milan Matulović                    | Enxadrista                            | Iugoslávia         | 1935         | [ 20 ]        |
| 9   | Edmund Niziurski                   | Escritor                              | Polónia            | 1925         | [ 21 ]        |
| 10  | Tomoyuki Dan                       | Ator                                  | Japão              | 1963         | [ 22 ]        |
| 10  | Scott Carpenter                    | Astronauta                            | Estados Unidos     | 1925         | [ 23 ]        |
| 10  | Cal Smith                          | Cantor                                | Estados Unidos     | 1932         | [ 24 ]        |
| 10  | Daniel Duval                       | Ator e escritor                       | França             | 1944         | [ 25 ]        |
| 10  | Jan Kuehnemund                     | Guitarrista                           | Estados Unidos     | 1961         | [ 26 ]        |
| 10  | Kumar Pallana                      | Ator                                  | Índia              | 1918         | [ 27 ]        |
| 11  | María de Villota                   | Automobilista                         | Espanha            | 1980         | [ 28 ]        |
| 11  | Erich Priebke                      | Militar                               | Alemanha           | 1913         | [ 29 ]        |
| 11  | Wadih El Safi                      | Ator e cantor                         | Líbano             | 1921         | [ 30 ]        |
| 12  | Glen Dell                          | Aviador                               | África do Sul      | 1962         | [ 31 ] [ 32 ] |
| 12  | Oscar Hijuelos                     | Escritor                              | Estados Unidos     | 1951         | [ 33 ]        |
| 13  | Adélia Teixeira de Carvalho        | Freira                                | Brasil             | 1922         | [ 34 ]        |
| 13  | Martin Drewes                      | Aviador                               | Alemanha/ Brasil   | 1918         | [ 35 ]        |
| 13  | Olga Aroseva                       | Atriz                                 | Rússia             | 1925         | [ 36 ]        |
| 14  | Bruno Metsu                        | Futebolista e treinador               | França             | 1954         | [ 37 ]        |
| 15  | Sean Edwards                       | Automobilista                         | Inglaterra         | 1986         | [ 38 ]        |
| 16  | Ed Lauter                          | Ator                                  | Estados Unidos     | 1938         | [ 39 ]        |
| 17  | Lou Scheimer                       | Produtor de televisão                 | Estados Unidos     | 1928         | [ 40 ]        |
| 17  | Karlos Rischbieter                 | Engenheiro e político                 | Brasil             | 1927         | [ 41 ]        |
| 20  | Kalma Murtinho                     | Figurinista                           | Brasil             | 1920         | [ 42 ]        |
| 20  | Lawrence Klein                     | Economista                            | Estados Unidos     | 1920         | [ 43 ]        |
| 24  | Manolo Escobar                     | Cantor e ator                         | Espanha            | 1931         | [ 44 ]        |
| 24  | Henry Taylor                       | Automobilista                         | Inglaterra         | 1932         | [ 45 ]        |
| 25  | Paulinho Tapajós                   | Cantor, compositor e produtor musical | Brasil             | 1945         | [ 46 ]        |
| 25  | Hal Needham                        | Dublê e cineasta                      | Estados Unidos     | 1931         | [ 47 ]        |
| 25  | Maurício Azêdo                     | Jornalista                            | Brasil             | 1934         | [ 48 ]        |
| 25  | Marcia Wallace                     | Atriz e dubladora                     | Estados Unidos     | 1942         | [ 49 ]        |
| 25  | Arthur Danto                       | Filósofo                              | Estados Unidos     | 1924         | [ 50 ]        |
| 27  | Lou Reed                           | Cantor e compositor                   | Estados Unidos     | 1942         | [ 51 ]        |
| 27  | Luigi Magni                        | Cineasta e roteirista                 | Itália             | 1928         | [ 52 ]        |
| 28  | Tadeusz Mazowiecki                 | Ex-primeiro-ministro                  | Polónia            | 1927         | [ 53 ]        |
| 29  | Allal Ben Kassou                   | Futebolista                           | Marrocos           | 1941         | [ 54 ]        |
| 30  | Renato Canini                      | Quadrinista                           | Brasil             | 1936         | [ 55 ]        |